# Tähtvere kommun
Tähtvere kommun (estniska: Tähtvere vald) är en kommun i Estland.   Den ligger direkt väster om staden Tartu i landskapet Tartumaa, i den sydöstra delen av landet, 160 km sydost om huvudstaden Tallinn. Centralort är småköpingen Ilmatsalu.

### Karta

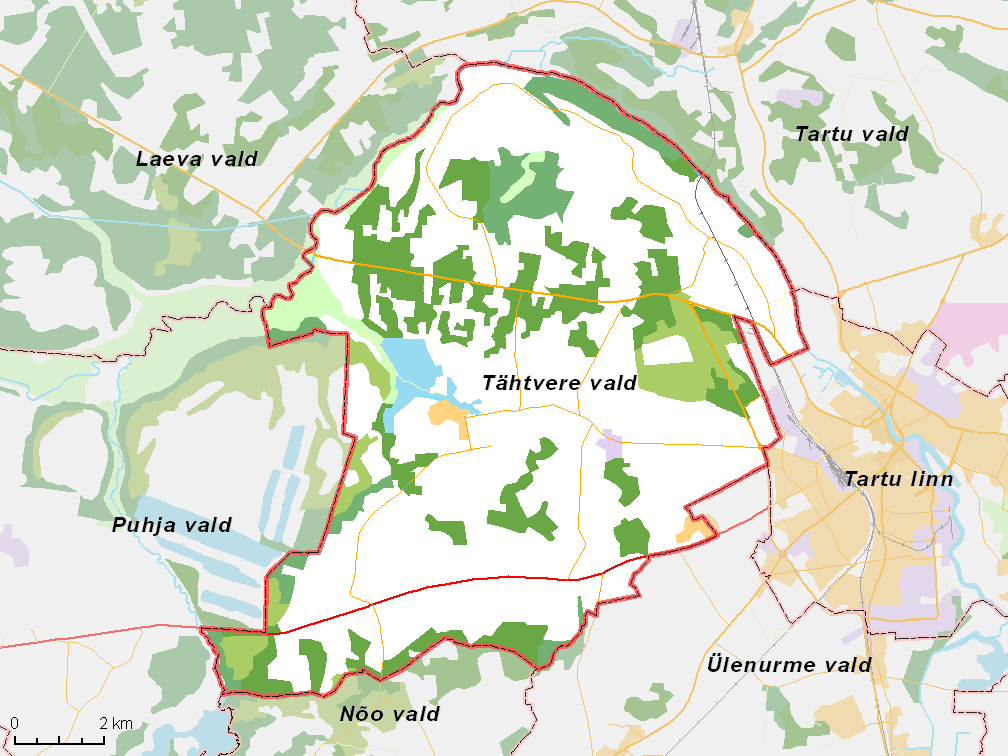
Översiktlig karta över kommunen.

## Geografi

### Klimat
Trakten ingår i den hemiboreala klimatzonen. Årsmedeltemperaturen i trakten är 6,3 °C. Den varmaste månaden är juli, då medeltemperaturen är 18 °C, och den kallaste är januari, med −4,4 °C.

## Orter
I Tähtvere kommun finns två småköpingar och tio byar.

### Småköpingar
- Ilmatsalu
- Märja

### Byar
- Haage
- Ilmatsalu
- Kandiküla
- Kardla
- Pihva
- Rahinge
- Rõhu
- Tähtvere
- Tüki
- Vorbuse